# Skottdramat i Romanshorn 1912
Skottdramat i Romanshorn 1912 var ett massmord som inträffade i staden Romanshorn i Schweiz den 30 augusti 1912. På kvällen öppnade 25-årige Hermann Schwarz eld mot förbipasserande människorn nere på gatan från fönstret i hans lägenhet på andra våningen. Ursprungligen sköt han totalt 12 människor, av vilka sex dödades, innan han lyckades fly in i skogen. Då polis och invånare i staden engagerat sig i sökandet, dödade gärningsmannen en annan person och kunde gripas först dagen därpå, då han skadades i eldstrid.
De följande månaderna undersöktes han av psykologer, och antogs lida av psykisk sjukdom, vilket resulterade i att han frikändes på grund av sinnessjukdom. Han dömdes i stället till livstidsvård på institution.